# São Gabriel do Oeste
São Gabriel do Oeste este un oraș în Mato Grosso do Sul (MS), Brazilia.